# Ronde van Spanje 2010/Veertiende etappe
De veertiende etappe van de Ronde van Spanje 2010 werd verreden op zaterdag 11 september 2010. Het was een bergrit van Burgos naar Peña Cabarga over een afstand van 178,8 km.

## Verslag
Na twee massasprints op rij was het vandaag weer de beurt voor de klassementrenners. Drie vluchters reden vooruit: David Zabriskie, David Millar en Niki Terpstra. Zoals verwacht werden de drie ingelopen, met Terpstra als laatste. Bij de groep die Terpstra bij haalde zat echter niet de klassementsleider Igor Antón. Anton viel namelijk op 6.5 km van de streep en moest de wedstrijd in de rode trui verlaten. Op 1.5 km van de top en finish probeert Vincenzo Nibali het, maar hij zou het niet halen, want op zo'n 800m van de top doet Joaquim Rodríguez een tegenaanval, die uiteindelijk succesvol bleek. Nibali verloor 20 seconden op Rodriguez, maar hield nog 4 seconden over op Rodriguez in het algemeen klassement.
Nibali werd door uitvallen van Anton de nieuwe leider in het algemeen klassement, Rodriquez nam de leiding in het combi-klassement. In het punten, berg en ploegenklassement veranderde niks.

## Uitslagen
| Plaats  | Naam              | Ploeg                   | Tijd     |
| ------- | ----------------- | ----------------------- | -------- |
| Winnaar | Joaquim Rodríguez | Katjoesja               | 4u26'43" |
| 2       | Vincenzo Nibali   | Liquigas                | + 0'20"  |
| 3       | Ezequiel Mosquera | Xacobeo-Galicia         | + 0'22"  |
| 4       | David Moncoutié   | Cofidis                 | + 0'33"  |
| 5       | Nicolas Roche     | AG2R                    | + 0'34"  |
| 6       | Fränk Schleck     | Team Saxo Bank          | + 0'35"  |
| 7       | Xavier Tondó      | Cervélo                 | + 0'39"  |
| 8       | David García      | Xacobeo-Galicia         | + 0'43"  |
| 9       | Peter Velits      | Team HTC-Columbia       | + 0'45"  |
| 10      | Tom Danielson     | Team Garmin-Transitions | + 1'29"  |
|         |                   |                         |          |
| 16      | Niki Terpstra     | Team Milram             | + 2'00"  |
| 27      | Jurgen Van Goolen | Omega Pharma-Lotto      | + 2'49"  |

| Plaats    | Naam              | Ploeg                   | Tijd      |
| --------- | ----------------- | ----------------------- | --------- |
| Rode trui | Vincenzo Nibali   | Liquigas                | 60u55'39" |
| 2         | Joaquim Rodríguez | Katjoesja               | + 0'04"   |
| 3         | Ezequiel Mosquera | Xacobeo-Galicia         | + 0'50"   |
| 4         | Xavier Tondó      | Cervélo                 | z.t.      |
| 5         | Nicolas Roche     | AG2R                    | + 2'11"   |
| 6         | Fränk Schleck     | Team Saxo Bank          | + 2'12"   |
| 7         | Peter Velits      | Team HTC-Columbia       | + 2'29"   |
| 8         | Tom Danielson     | Team Garmin-Transitions | + 3'29"   |
| 9         | Rubén Plaza       | Caisse d'Epargne        | + 3'41"   |
| 10        | Carlos Sastre     | Cervélo                 | + 3'52"   |
|           |                   |                         |           |
| 24        | Laurens ten Dam   | Rabobank                | + 9'48"   |
| 25        | Jan Bakelants     | Omega Pharma-Lotto      | + 9'57"   |

## Nevenklassementen
| Plaats      | Naam             | Ploeg                   | Punten |
| ----------- | ---------------- | ----------------------- | ------ |
| Groene trui | Mark Cavendish   | Team HTC-Columbia       | 111    |
| 2           | Tyler Farrar     | Team Garmin-Transitions | 90     |
| 3           | Vincenzo Nibali  | Liquigas                | 74     |
|             |                  |                         |        |
| 5           | Philippe Gilbert | Omega Pharma-Lotto      | 67     |
| 60          | Theo Bos         | Cervélo                 | 9      |

| Plaats                | Naam             | Ploeg              | Punten |
| --------------------- | ---------------- | ------------------ | ------ |
| Bolletjestrui (blauw) | David Moncoutié  | Cofidis            | 45     |
| 2                     | Serafín Martínez | Xacobeo-Galicia    | 36     |
| 3                     | Gonzalo Rabuñal  | Xacobeo-Galicia    | 25     |
|                       |                  |                    |        |
| 6                     | Niki Terpstra    | Team Milram        | 14     |
| 22                    | Philippe Gilbert | Omega Pharma-Lotto | 4      |

| Plaats     | Naam              | Ploeg              | Punten |
| ---------- | ----------------- | ------------------ | ------ |
| Witte trui | Joaquim Rodríguez | Katjoesja          | 11     |
| 2          | Vincenzo Nibali   | Liquigas           | 12     |
| 3          | Ezequiel Mosquera | Xacobeo-Galicia    | 15     |
|            |                   |                    |        |
| 9          | Philippe Gilbert  | Omega Pharma-Lotto | 67     |
| 21         | Laurens ten Dam   | Rabobank           | 122    |

| Plaats | Ploeg            | Tijd       |
| ------ | ---------------- | ---------- |
|        | Caisse d'Epargne | 182u19'55" |
| 2      | Katjoesja        | + 2'28"    |
| 3      | Cervélo          | + 7'50"    |

## Opgaves
- Denis Galimzjanov (Team Katjoesja) - Niet gestart
- Stefan Denifl (Cervélo)
- Igor Antón (Euskaltel-Euskadi)
- Egoi Martínez (Euskaltel-Euskadi)

1e etappe ·
2e etappe ·
3e etappe ·
4e etappe ·
5e etappe ·
6e etappe ·
7e etappe ·
8e etappe ·
9e etappe ·
10e etappe ·
11e etappe ·
12e etappe ·
13e etappe ·
14e etappe ·
15e etappe ·
16e etappe ·
17e etappe ·
18e etappe ·
19e etappe ·
20e etappe ·
21e etappe
Startlijst · Eindstanden · Afbeeldingen